# 아마쿠사 비행장
아마쿠사 비행장(일본어: 天草飛行場, IATA: AXJ, ICAO: RJDA)은 일본 구마모토현 아마쿠사시에 있는 비행장으로 아마쿠사 공항이라고도 불리며 아마쿠사 항공의 허브 공항으로 사용되고 있다.

## 역사
1982년 9월 6일 호소카와 모리히로 구마모토현 지사가 정례 기자회견에서 아마쿠사 지방에 소형 공항의 설치를 구상하면서 아마쿠사 비행장 탄생의 시작을 알린 이후 1990년 12월 26일 운수대신(運輸大臣)이 설치를 허가한 뒤 1992년부터 본격적인 건설 공사가 시작되었다.
공사가 완료된 후 1999년 11월 19일 아마쿠사 항공의 봄바디어 Q100 항공기가 첫 착륙에 성공한 이후 이듬해인 2000년 3월 23일부터 정식으로 사용을 개시했으며 이후 2005년 12월 1일에는 운영시간이 오전 7시 40분에서 오후 8시 30분까지로 기존의 운영시간보다 약 2시간이 늘어나게 되었다.

## 운항 노선

### 국내선
| 항공사        | 목적지             |
| ------------- | ------------------ |
| 아마쿠사 항공 | 구마모토, 후쿠오카 |